# Burg Lutter
Die Burg Lutter liegt in Lutter am Barenberge, einem Ortsteil der Stadt Langelsheim, im Landkreis Goslar in Niedersachsen. Die 1259 erstmals erwähnte Burg war ursprünglich eine Wasserburg und diente seit dem Dreißigjährigen Krieg als landwirtschaftliche Domäne. Seit 1980 ist sie im Besitz der Kommune Lutter, von deren Mitgliedern sie bewohnt, bewirtschaftet und baulich erhalten wird.

## Baubeschreibung
Das 4 Hektar große ehemalige Burggelände ist heutzutage hufeisenförmig von Wirtschaftsbauten eingefasst, die einen großen Innenhof bilden. Aus mittelalterlicher Zeit der Burg zeugen nur noch ein hoher Bergfried und ein vierstöckiges gotisches Palas. Der Bergfried hat eine Seitenlänge von 8,5 m. Die Mauern sind etwa 1,5 m stark. Ursprünglich war der Turm freistehend und erst im 17. Jahrhundert wurde er mit einem dreigeschossigen Gebäude umbaut. In diesem großzügigen Amtshaus residierte der jeweilige Domänenpächter. Das vermutlich 1318 errichtete Palasgebäude mit zwei zugemauerten gotischen Fenstern verfügt über bis zu 2 m starke Mauern. Im Mittelalter war es ein Repräsentationsbau für Feste und Amtshandlungen. Aus dieser Zeit zeugen die großen Saalräume auf jeder Etage, die das gesamte Geschoss einnehmen. Später wurde es als Brauhaus genutzt.
Die weiteren Wirtschaftsgebäude des Burghofes, wie Scheunen, Reithalle, Tagelöhnerhaus und Verwalterhaus wurden im 18. und 19. Jahrhundert umgebaut oder entstanden in dieser Zeit. Damals verschwand auch der Eindruck einer früheren Wasserburg durch die Einebnung des umlaufenden Burggrabens. Darüber hinaus wurden auch die Wälle beseitigt. Auch wurden Teile der Befestigungsanlage für die Errichtung von Wirtschaftsbauten abgerissen. Ursprünglich führten zwei Zugbrücken auf das Gelände. Reste von Graben und Wall sind noch im Westen der Anlage erhalten geblieben, wo ein doppeltes Wallsystem vorhanden war.

## Geschichte

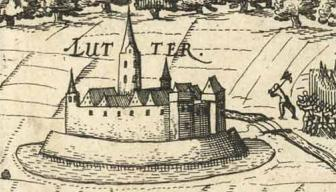
Die Burg auf einer Darstellung der Schlacht bei Lutter von 1626

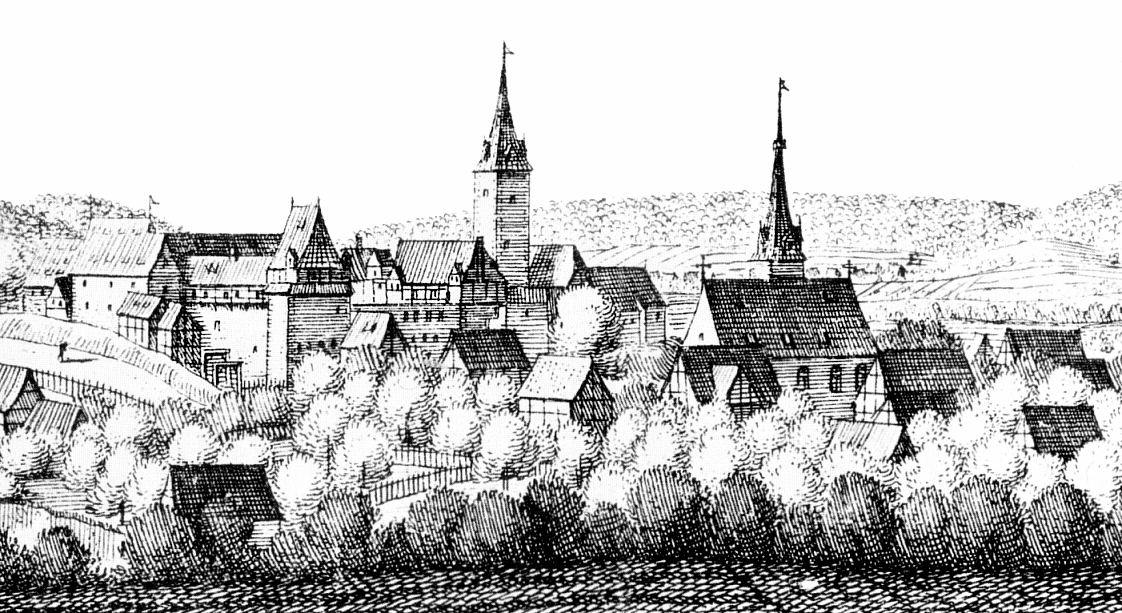
Burg Lutter mit Dorf als Merian-Kupferstich 1654

Die Burg wurde urkundlich erstmals 1259 erwähnt, entstand aber vermutlich schon um das Jahr 1000 als Wasserburg. Damals erwarb der Bischof Johann von Hildesheim die Burg vom Ritter Ekbert von Lutter. Lehnsnehmer der Burg war lange Zeit das Rittergeschlecht derer von Lutter, das sich von 1189 bis zu ihrem Aussterben 1403 nachweisen lässt. Die Familie soll sehr fehdefreudig gewesen sein und in der Nachbarschaft gebrandschatzt haben. 1270 wurde die nun in bischöflichem Besitz stehende Burganlage neu befestigt. Sie hatte die Funktion eines Amtssitzes und einer Grenzburg. 1279 wurde sie vom Hildesheimer Bischof Siegfried II. und dem Braunschweiger Herzog Otto dem Strengen belagert. Ab 1307 war der Braunschweiger Herzog Heinrich der Wunderliche Burginhaber. Seine Erben veräußerten die Anlage 1323 an das Bistum Hildesheim, bei dem sie über 300 Jahre lang blieb. Pfandinhaber wurden in dieser Zeit mehrere Adelsfamilien, ab 1311 die von Oberg, von denen sich die letzte, die von Schwicheldt, sich als Raubritter betätigten. Ihnen wurde deswegen die Burg 1427 nach 24 Jahren Lehnsbesitz wieder abgenommen. Während der Hildesheimer Stiftsfehde 1523 fiel die Burg Lutter endgültig an das Fürstentum Braunschweig-Wolfenbüttel, nachdem sie zuvor ständiger Zankapfel zwischen Braunschweig und dem Hochstift Hildesheim war.
Während des Dreißigjährigen Kriegs diente die schwer befestigte Burg den Dänen als Verteidigungsanlage. Nach ihrer militärischen Niederlage in der Schlacht bei Lutter wurde die Burg von den Truppen Graf Tillys besetzt. Danach war die Anlage über Jahrhunderte eine landwirtschaftliche Staatsdomäne. 1964 wurde die Domäne aufgelöst und die Ländereien wurden veräußert. Seither waren die Gebäude dem Verfall preisgegeben. Der denkmalgeschützte Schäferhof aus dem 15. Jahrhundert sowie einzelne kleinere Gebäude wurden abgerissen. Die Gemeinde Lutter übernahm das Burggelände nicht wegen der enormen Sanierungskosten. Einige Jahre war das Gelände im Besitz einer Baufirma, die investieren wollte, aber pleiteging.

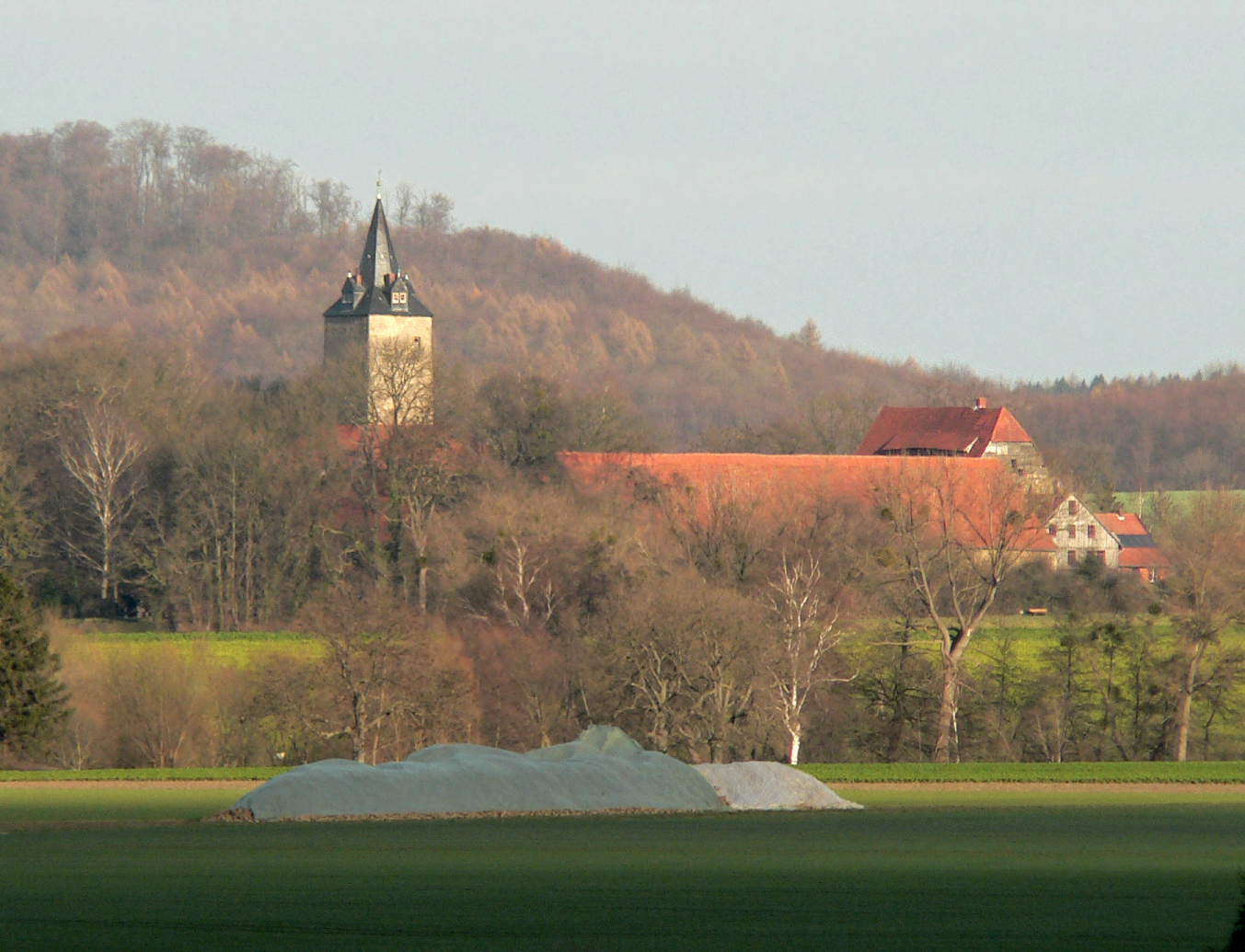
Die Burg von Süden gesehen
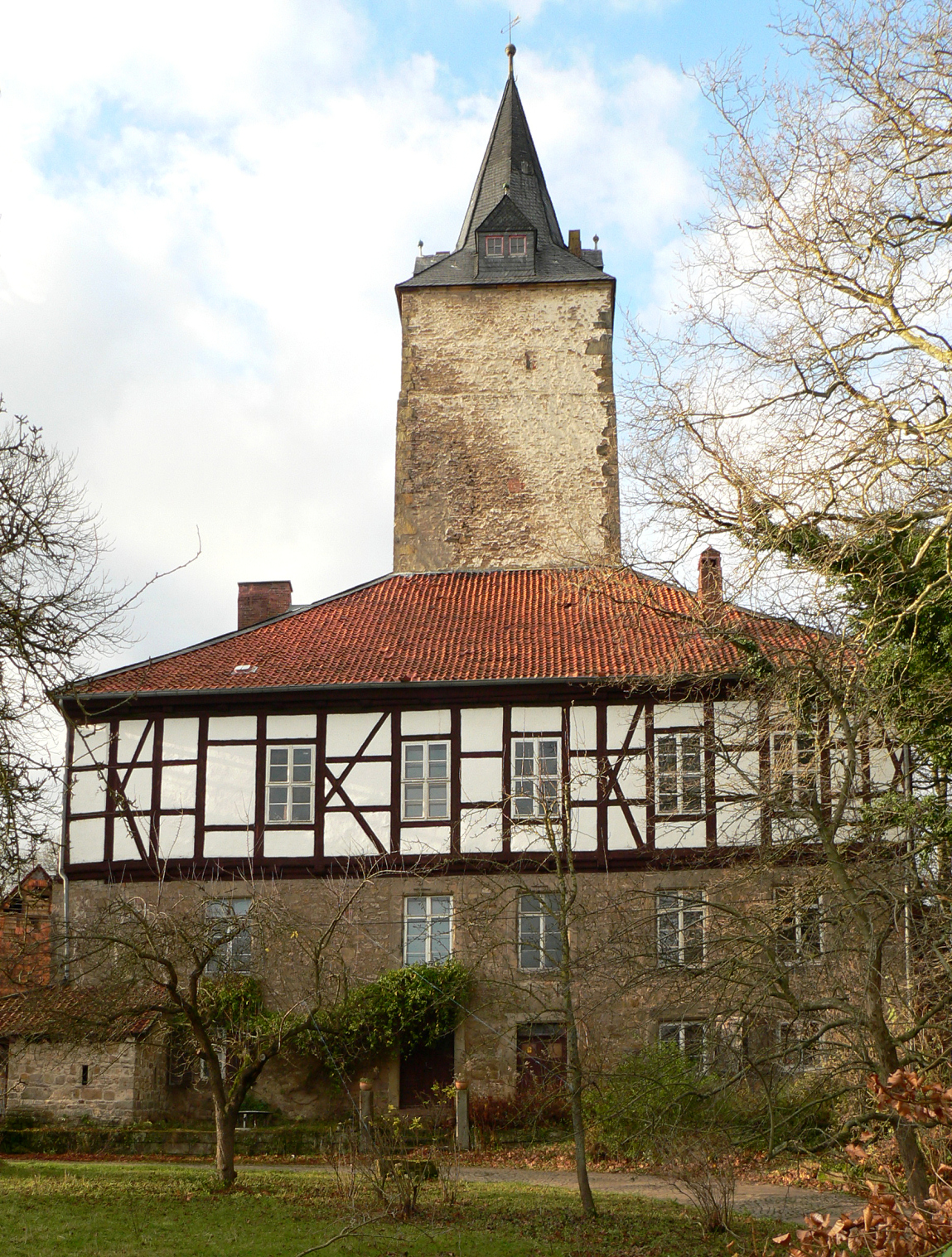
Bergfried mit früherem Amtshaus
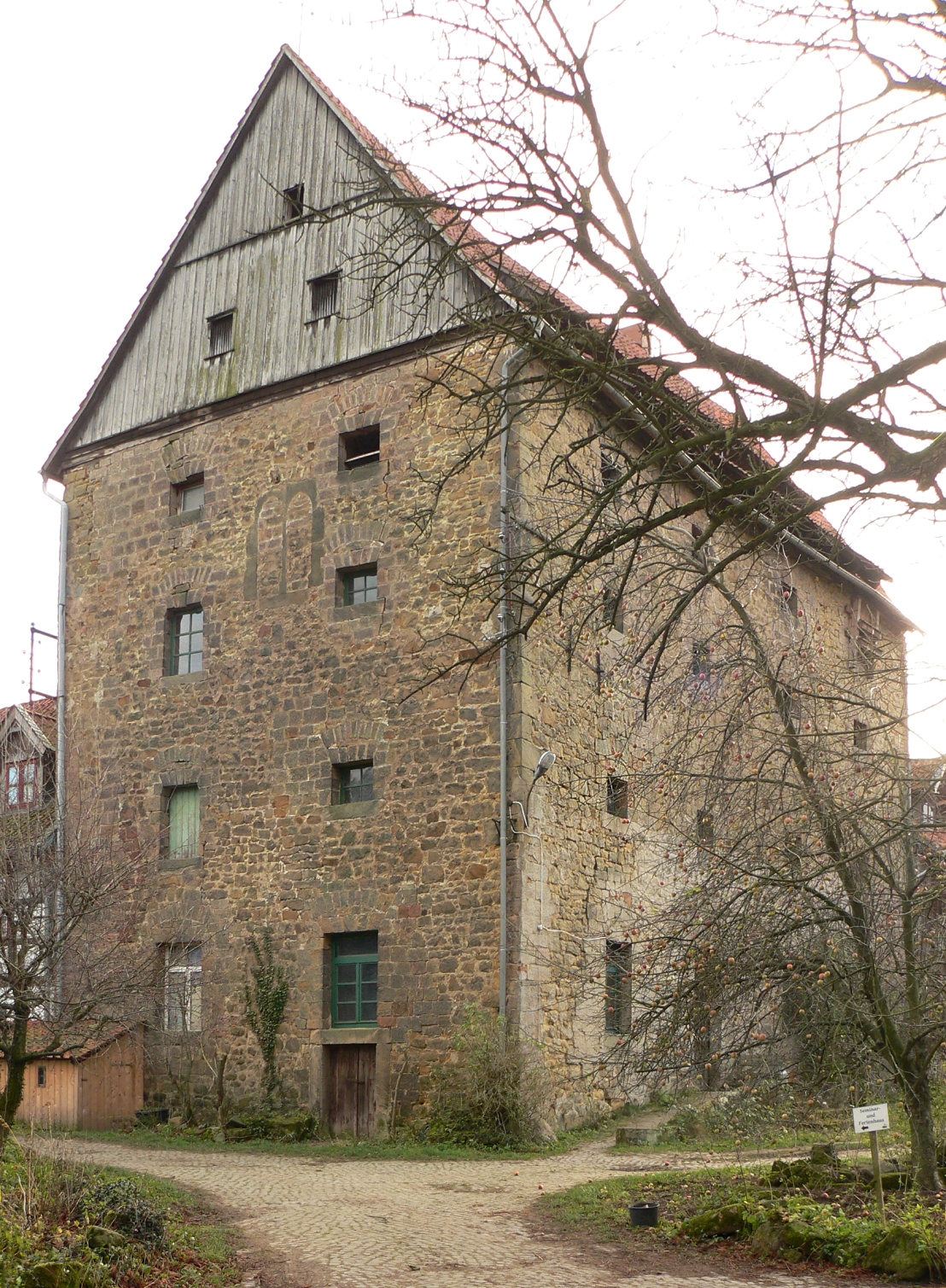
Der gotische Palas
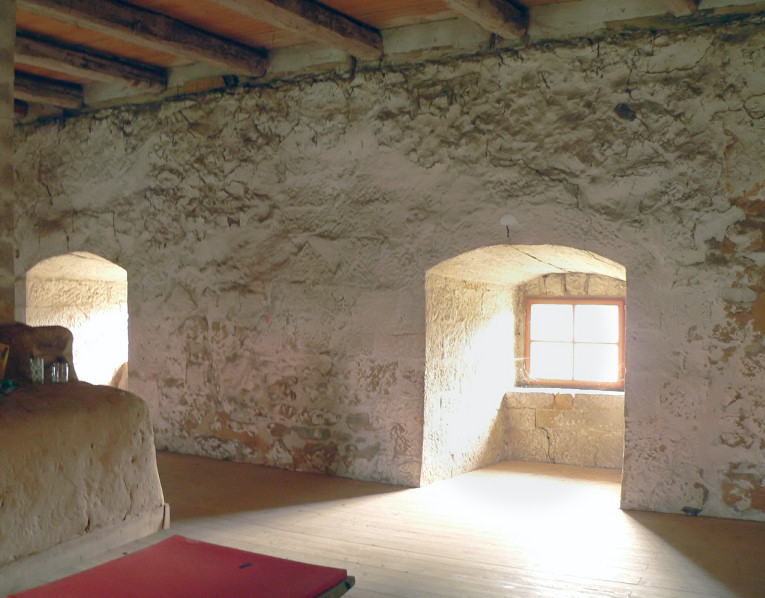
Saal im Palas

## Heutige Nutzung

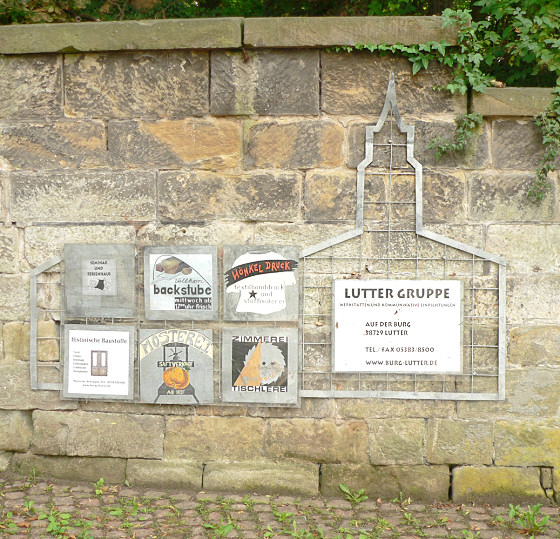
Werbeschild der Lutter Gruppe

Seit 1980 ist die Burg im Besitz der Kommune Lutter, die offiziell als Lutter-Gruppe GbR firmiert. Es handelt sich um eine Gruppe von ursprünglich 20–30 und 2009 etwa 10 Personen. Die Angehörigen leben ohne Herrschaftsstrukturen auf anarchistischer Grundlage als Kommune zusammen.
Die neuen Bewohner, die hierarchische Strukturen sowie lohnabhängige Arbeit ablehnen, machten die ehemalige Burg zu ihrem Wohn- und Arbeitsplatz. Sie richteten kleinere Wirtschaftsbetriebe auf dem Gelände ein. Nahezu jährlich sanieren und restaurieren sie bei größeren Kampagnen die historische Bausubstanz in Übereinstimmung mit dem Denkmalschutz. Dabei werden traditionelle Methoden angewendet und historische Baustoffe verwendet. Eine Totalsanierung ist aufgrund der begrenzten finanziellen Mittel nicht möglich. Im Gegensatz zu vielen anderen restaurierten historischen Anlagen hat sich hier der ursprüngliche Charakter erhalten.
Wirtschaftseinrichtungen der heutigen Bewohner in der früheren Burganlage sind:
- Vollkornbackstube
- Tischlerei und Zimmerei
- Seminar- und Ferienhaus
- Historische Baustoffe
- Mosterei